# Cantó de Sederon
El cantó de Sederon és un cantó francès del departament de la Droma, situat al districte de Niom. Té 18 municipis i el cap és Sederon.

## Municipis
- Aulan
- Ballons
- Barret-de-Lioure
- Eygalayes
- Ferrassières
- Izon-la-Bruisse
- Laborèl
- Lachau
- Mévouillon
- Montauban-sur-l'Ouvèze
- Montbrun-les-Bains
- Montfroc
- Montguers
- Reilhanette
- Sederon
- Vers-sur-Méouge
- Villebois-les-Pins
- Villefranche-le-Château

| Data d'elecció                           | Identitat          | Partit                    | Qualitat |
| ---------------------------------------- | ------------------ | ------------------------- | -------- |
| 1951-1958                                | M. Maigre          | SFIO                      |          |
| 1958-1964                                | M. Constantin      | centrista                 |          |
| 1964-1988                                | Delphi Andréoléty  | SFIO, després PS          |          |
| 1988-2001                                | Michel Cossantelli | Divers gauche, després PS |          |
| 2001-                                    | Paul Arnoux        | Divers gauche, després PS |          |
| les dades anteriors no són pas conegudes |                    |                           |          |